# Bodelwitz
Bodelwitz település Németországban, azon belül Türingiában. Lakosainak száma 575 fő (2023. december 31.). Bodelwitz Pößneck és Wernburg községekkel határos.

## Népesség
A település népességének változása:
| Lakosok száma | 610  | 593  | 576  | 575  | 575  |
|               | 2017 | 2019 | 2021 | 2022 | 2023 |